# Mabeyn

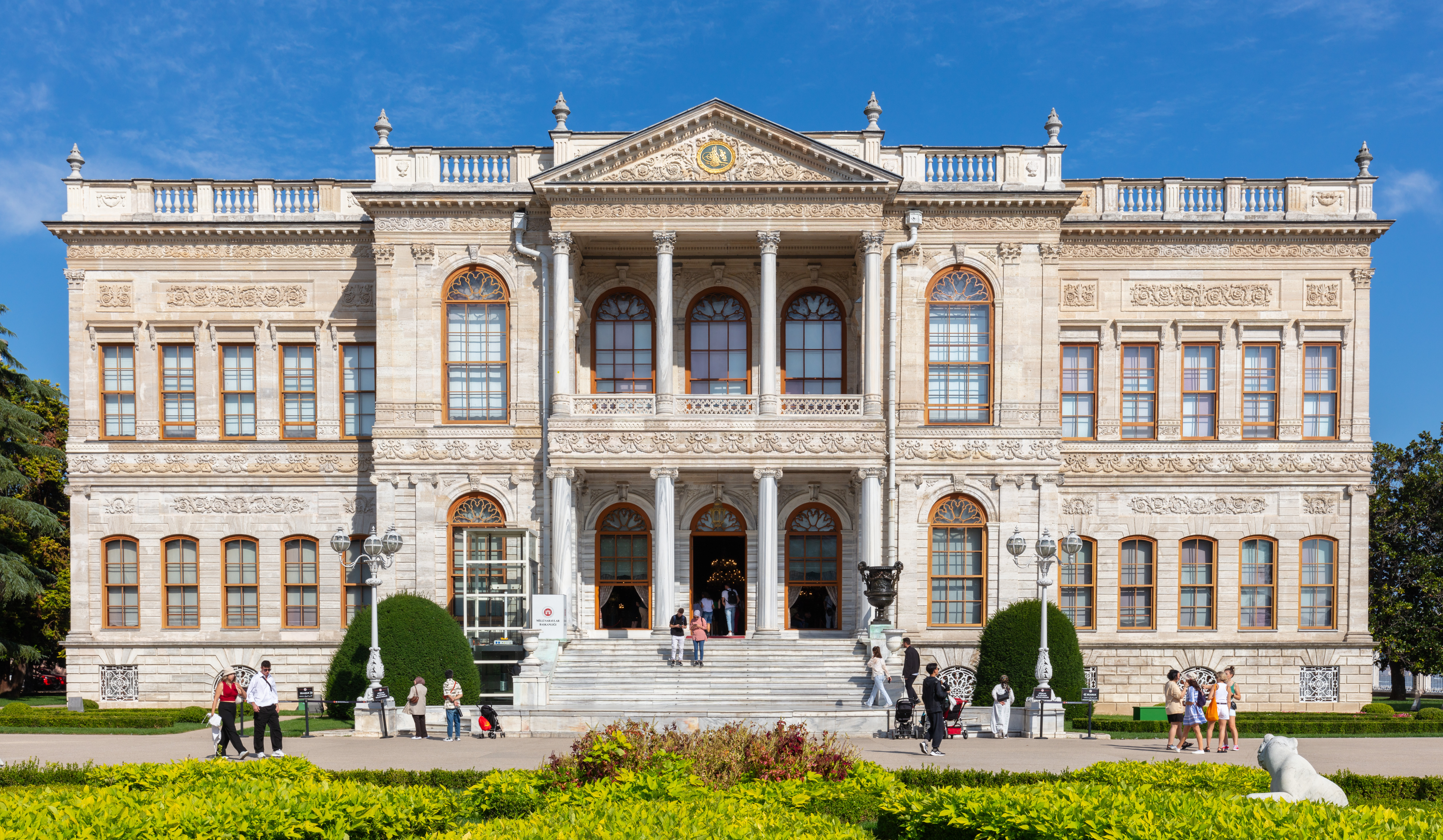
Veduta esterna del Selamlık, conosciuto anche come Mâbeyn-i Hümâyûn, del Palazzo di Dolmabahçe

Il Mabeyn (in arabo ما بين mā bayn, "ambiente intermedio" o Mabeyn Odası / مابين اوطه سى ) era la parte delle case turche sita tra l'harem e il Selamlık, alla quale, in determinate circostanze, gli estranei avevano accesso. Il Mâbeyn-i Hümâyûn / مابين همايون / Mabeyn Imperiale era quella parte del palazzo imperiale in cui il sultano riceveva i suoi funzionari e dove si trovava la cancelleria della corte turca. I Mabeynciler erano i servitori del Sultano, i quali venivano inviati con un messaggio ai vari dignitari.